# Deciel
In de statistiek is een deciel van een dataset een van de in principe 9 kwantielen die de geordende dataset in 10 delen van gelijke grootte verdelen. Het {\displaystyle k}-de deciel is dan een getal dat de {\displaystyle 10k\,}% kleinere data van de {\displaystyle (100-10k)\,}% grotere scheidt. Het 2e deciel is bijvoorbeeld een getal zodanig dat een fractie 0,2 van de data kleiner is of eraan gelijk en 0,8 groter of eraan gelijk. Veelal zal een deciel een van de data zelf zijn, maar in sommige gevallen is het deciel het gemiddelde van twee opeenvolgende data.

## Definitie
Voor {\displaystyle k=1,\ldots ,9} is het {\displaystyle k}-de deciel het {\displaystyle k/10}-kwantiel. Dat betekent dat voor het {\displaystyle k}-de deciel {\displaystyle d_{k}} van een dataset van omvang {\displaystyle n} er {\displaystyle k\cdot n/10} kleiner of gelijk zijn aan {\displaystyle d_{k}} en {\displaystyle (1-k/10)\cdot n} groter of gelijk aan {\displaystyle d_{k}}.
Het 5e deciel is de mediaan.
betrouwbaarheid · 
centrummaat · 
gemiddelde · 
gewogen gemiddelde · 
interkwartielafstand · 
kans · 
kansrekening · 
kwartiel · 
mediaan · 
meetkundig gemiddelde · 
modus · 
p-waarde · 
percentiel · 
rekenkundig gemiddelde · 
schatten · 
significantie · 
scheefheid · 
spreiding · 
standaardafwijking · 
statistiek · 
statistische toets · 
steekproef · 
uitbijter · 
variatiecoëfficiënt · 
verdelingsfunctie